# Demonax drescheri
Demonax drescheri es una especie de insecto coleóptero de la familia Cerambycidae. Estos longicornios son endémicos de Java (Indonesia).
Mide unos 11 mm.